# Mads Johansen Lange
|  | Denne artikel omhandler personen Mads Johansen Lange. Der er også andre personer med et lignende navn, se Mads Lange. |
Mads Johansen Lange med tilnavnet Kongen af Bali (18. september 1807 i Rudkøbing – 13. maj 1856 i Kotta på Bali) var en dansk handelsmand, fredsmægler på Bali, ridder af den Nederlandske Løves Orden og modtager af Fortjenstmedaljen af guld. Han stammede fra en langelandsk købmandsfamilie, idet han var søn af Lorents Lange Pedersen, en lokal købmand og Maren Lange, der var datter af en lokal købmand.
Mads Lange tog tidligt på langfart og bosatte sig i Fjernøsten primært på Bali. Her opbyggede han et blomstrende handelsforetagende baseret på eksport af bl.a. ris, krydderier, oksekød og import af våben og tekstiler. Han stod på god fod med såvel de balinesiske rajaher som de hollandske kolonisatorer og optrådte i 1840'erne med stort held som fredsmægler mellem hollænderne og rajaherne.
I alle årene bevarede Lange kontakten til sit fædreland, og han sendte både lokale kunstgenstande og penge tilbage til Danmark. Han døde blot 48 år gammel, muligvis efter at være blevet forgivet. Hans handelskompagni var for nedadgående. Hans bror og nevø forsøgte at føre det videre, men måtte snart give op og sælge resterne til en kinesisk købmand. Lange fik tre børn med lokale kvinder, og de har ført slægten videre i regionen. Således kan der fortsat findes efterkommere af Lange-slægten, heriblandt sultanerne af Johor.

## De tidlige år
Mads Lange blev født i Rudkøbing 18. september 1807 som næstældste søn af Lorents Lange og Maren Hansen. Mads Lange havde en søster og 10 brødre, hvoraf de tre var halvbrødre fra moderens første ægteskab. Mads Langes yngste bror døde som seks-årig. Der kendes ikke videre om Mads Langes barndom i Rudkøbing.

### Forældre
Faderen Lorents Lange Pedersen var søn af murermester Peder Frandsen Knudsøn og Johanne Margrethe Lorentzdatter Lange. Som den eneste af sine ni søskende fik Lorents sin mors efternavn som døbenavn, og skønt det var tænkt som et mellemnavn, endte det med at blive hans efternavn, hvilket betød, at han førte morens slægtsnavn videre. Lorents var en af kun tre børn i familien, der overlevede barndommen, og den eneste dreng. Moderen Maren Hansen var i 1799 blevet gift med en Mads Andresen, med hvem hun fik tre sønner, men allerede i 1805 døde Mads Andresen, og senere samme år giftede Maren sig med Lorents Lange. Hun havde arvet et værtshus og en landhandel, som Lorents, der var udlært murermester, overtog og drev videre.
Lorents Lange var medlem af Langelands borgervæbning og deltog indirekte i Englandskrigene, og han havde også 1812–13 mellem en og fire spanske soldater indkvarteret. For det sidste fik han 4 rigsdalere om måneden. Det betød dog samtidig, at der i familiens hus var op mod 14-15 personer, og det har nok været en medvirkende årsag til, at familien i 1816 købte en ny ejendom i Østergade 12-14. Lorents Lange etablerede endvidere en transportvirksomhed og havde således i 1822 en postvogn med to heste, hvilket ikke var unormalt for købmænd på den tid. Samtidig var Lorents' svoger færgemand og forvalter af færgedriften, og det må have været en fordel for Lorents. Lorents døde i 1828, og Maren giftede sig igen med avlsbruger Mads Hansen.

## Karriere til søs
Mads Lange drog allerede til søs som 14-årig, og efter tre år blev han i 1824 forhyret på skibet Norden, hvis førstestyrmand og senere kaptajn hed John Burd. De to sejlede de næste mange år sammen, bl.a. til den danske handelsstation Trankebar. I 1833 vendte Burd og Lange tilbage til Danmark, og Mads Lange benyttede lejligheden til at besøge sit barndomshjem. Han blev et stykke tid i Danmark og blev talt med ved folketællingen i februar 1834. I mellemtiden solgte John Burd Norden i Hamborg, og efter et stykke tid tog Burd og Lange med skibet Syden, som var købt i Macao, fra Altona mod Indien og Kina med John Burd som kaptajn og Mads Lange som førstestyrmand. Sammen med sig havde Mads Lange sine tre brødre, Hans, Carl Emil og Hans Henrik, der var henholdsvis 20, 18 og 14 år gamle, og ingen af de fire skulle gense deres fædreland.

## Bosættelse i Østen

### Lombok
I 1835 slog Mads Lange sig ned på øen Lombok, der ligger øst for Bali og Java, da der foregik en livlig skibstrafik forbi øen. Øen rummede to fyrstedømmer, Karangasem Lombok og Mataram. Det første var det største, og det var rajahen derfra, der gav Lange lov til, mod en årlig afgift, at slå sig ned og drive handel fra havnebyen Tanjungkarang. Her fik Mads Lange hurtigt opbygget en blomstrende forretning med eksport af kaffe, ris, krydderier, sydfrugter og tobak samt import af tekstiler og våben. Disse kunne nemt afsættes til de lokale stridende stammer.
I 1839 førte de stadigt hyppigere indbyrdes stridigheder mellem fyrstehusene samt hollændernes forsøg på at kolonisere øen til, at Mads Lange måtte forlade øen. Den rajah, han havde støttet sig til, led nederlag, og Mads Lange flygtede over hals og hoved til Bali i sin lille skonnert Venus.

### Bali
Mads Lange måtte nu begynde forfra på Bali. Han slog sig ned på den sydlige ende af øen i fyrstedømmet Badong nær byen Kotta. Byen lå på en smal tange med adgang til udskibning af varer både på øst- og vestsiden af tangen, hvilket var hensigtsmæssigt, den skiftende monsunvind taget i betragtning. Mads Lange stod ikke helt på bar bund, og fire faktorer lettede hans etablering på Bali. For det første havde Mads Lange gennem en årrække handlet med Bali og kendte derfor de muligheder, øen tilbød. Dernæst havde han gode forbindelser til de balinesiske rajaher, og han var blevet indbudt af Rajah Kassiman i Badung til at slå sig ned på Bali. Dette betød, at han fik beskyttelse, billig arbejdskraft og formentlig monopol på øens handel. For det tredje led øens befolkning under en økonomisk depression efter den javanesiske krig, som havde stoppet øens eksport af slaver. For det fjerde var der akut mangel på ris i Asien, og Bali havde her et stort eksportpotentiale, da bønderne på øen var dygtige risbønder, og klimaet tillod at høste ris tre gange om året.
Mads Lange byggede sit faktori i Kotta og udbyggede det efterhånden med beboelses- og pakhuse. Wolter Robert van Hoëvell, som besøgte Bali og Mads Lange, giver en beskrivelse af faktoriet:
| Citat    | En stor stenmur var det første, som faldt os i øjnene. Gennem en bred dør eller port, som blev lukket om natten, kørte vi ind i etablissementet. Lige overfor porten står en kanon med mundingen rettet mod porten for at advare imod fjendtlige angreb. Den beviste tillige, at Hr. Lange ikke blindt betroede sin velværd til rajah i det land, hvori han opholdt sig, men formente, at et vågent øje og en væbnet hånd i den henseende bedre var til at stole på. Inden for denne mur finder man de bygninger, der udgør Hr. Langes bolig (…). Skønheden er her ofret til fordel for det nyttige. Hovedbygningen består af forskellige meget gode opholdsværelser, blandt hvilke det, der blev anvist mig, ikke lod noget tilbage at ønske. I forgrunden fæstede blikket sig ved en stor Pandopo, der var bestemt til at modtage de balinesere, som kom for at tale om forretninger. Den var så godt som aldrig helt fri for besøgende. Man kunne kalde det en børs, der til stadighed var åben. Dernæst fandtes der en særlig spise- og biliardsal, som var meget godt indrettet, og hvori den gæstfri vært ikke lod sine gæster mangle noget. Foruden denne hovedbygning var der forskellige boliger for personalet og meget gode rummelige pakhuse. Også i disse herskede der hele dagen igennem en livlig og uafbrudt travlhed. Uopholdelig blev der indbåret ris, som blev bragt dertil af balineserne og købt mod kontant betaling eller vekslet med andre varer, som de kom for at erhverve sig. Med ét ord havde der inden for denne mur ved Hr. Langes skabende kraft lidt efter lidt rejst sig en slags koloni, en livlig og folkerig by, hvor der rådede orden, virkelyst og velstand. | Citat |
| —Hoëvell | |       |

Mads Lange kom på god fod med balineserne, og i løbet af få år havde han opbygget en blomstrende forretning og ejede omkring 15 skibe, hvormed han drev en livlig handel på de forskellige havne i Ostindien, Bagindien og Europa. Han fik hjælp fra sine brødre i faktoriet, og de sejlede også med hans skibe på særligt krævende handelsrejser. På grund af sørøvere og tropernes vanskelige vejrforhold var disse rejser ikke helt ufarlige, og således døde Mads Langes to brødre Hans Heinrich og Emilius Carl i forbindelse med sådanne rejser. Emilius Carl omkom endda for øjnene af Mads Lange, da den robåd, der fragtede broderen mod land, pludselig kæntrede.
Mads Langes karriere som handelsmand udviklede sig op igennem 1840'erne. I midten af perioden var hans flåde på omkring 15 skibe, der kunne laste fra 800 til 1500 tons gods. Mange af skibene var nye, formentlig bygget i Singapore, som han jævnligt besøgte. Skibene eksporterede levende kvæg, tørret kød, skind, bomuld, tobak, kaffe, kokosolie og ris, som var den vigtigste eksportvare. Kokosolien blev solgt i store mængder i Singapore med en fortjeneste på 200–300%. Derfor fik Lange også en oliemølle importeret helt fra Europa. Det var en dyr affære, men med de nævnte profitter ville den i løbet af en kort årrække kunne tjene sig hjem. Ris blev annonceret billigt til salg i aviser i Singapore, Australien og Kina.
Handelsaktiviteterne gav store penge, og den årlige eksport lå på 10.000 til 14.000 tons. Varerne blev handlet i kinesiske mønter, kèpèng og pitis, der var den lokale valuta på Bali og Lombok. Øerne havde ikke egen møntenhed og var således afhængige af gangbar mønt til den interne handel på øen. Lange havde monopol i Kotta på den udbytterige handel med den kinesiske valuta og kom til at dominere valutamarkedet på Bali. I 1840'erne kunne Mads Lange således købe 1.400 kèpèng for en dollar og sælge dem videre for to dollar, altså en gevinst på 100%. Han blev derfor hjemme også kaldt bankier.
Specielt franske skibe kom til Kotta for at laste levende fragt som kvæg, ponyer, svin og fjerkræ. Ofte kom balineserne ned til stranden med meget mere kvæg, end skibene kunne laste. Her trådte Mads Lange så til og købte det tiloversblevne kvæg, da specielt oksekød var en eftertragtet spise. Han opførte således slagtehuse på stranden, hvor man hurtigt kunne slagte okserne. Tørret oksekød, kendt som "ding-ding", blev sendt til hollandske tropper på Java.
I disse år havde Mads Langes faktori en omsætning på 1.000.000 gylden alene på handlen med Java. Hans succes skyldtes først og fremmest hans evne til at skabe personlige forbindelser, specielt med den lokale rajah. Hollænderne, der også prøvede at føre handel på Bali, havde ikke samme succes, og 1. maj 1844 udnævnte de hollandske myndigheder i Batavia Mads Lange til hollandsk agent på Bali med ret til at føre det hollandske flag. Nu arbejdede han ikke kun for sig selv, men også for de hollandske myndigheder, der nød godt af dette samarbejde.

### Fredsmægler
Fra midten af 1840'erne prøvede hollænderne igen at vinde overherredømmet over Bali og øens forskellige rajaher. Hollænderne sendte i juli 1846 en troppestyrke til Bali. Denne gang var det den nordlige del af øen, Boeleleng, der var målet, og man afleverede et ultimatum på en række krav inden for tre døgn. Da kravene ikke blev imødekommet, gik hollænderne 28. juni i land og angreb byen, som blev indtaget og brændt ned. Styrken fortsatte næste dag mod residensbyen Singaradja, der blev indtaget uden nævneværdig modstand, da de fleste balinesere havde trukket sig længere ind i landet til fæstningen Djagaraga. Hollænderne havde i deres angreb benyttet sig af deres flådestyrke, og et angreb på en stor balinesisk styrke inde i landet uden flådestøtte tiltalte ikke de øverstbefalende. Her kom Mads Lange ind i billedet, og han tilbød at drage ind til rajaherne af Boeleng og Karangasem for at indlede forhandlinger. Forehavendet lykkedes for Lange, og man kunne 9. juli slutte fred på hollændernes betingelser, der bl.a. betød at rajaherne skulle betale krigsskadeerstatning, og at hollænderne skulle have en mindre garnison i området, indtil erstatningen var betalt.
Da rajaherne ikke opfyldte flere af betingelserne i fredsaftalen fra 1846 sendte hollænderne i begyndelsen af 1848 en endnu større flåde- og landstyrke af sted mod det nordlige Bali. Lange formåede at holde rigerne Tabanan og Badong neutrale, men de resterende balinesiske styrker samlede sig ved Djagaraga, hvor de også havde søgt tilflugti 1846. Mens hollænderne forberedte et felttog, blokerede de kysterne, hvilket gik hårdt ud over handelen. Djagaraga lå langt inde på øen, så det andet angreb måtte gennemføres uden støtte fra flåden. I første omgang gik det efter planen, men da hollænderne mødte Gusti Djilantiek, der havde forskanset sig med 600 riffelskytter, blev de stoppet. Da hollænderne ikke kunne opretholde forsyningerne, bl.a. fordi hæren ikke havde medbragt det nødvendige antal kulier, og da balineserne angreb udgangslandsbyen, blev de til sidst nødt til at trække sig tilbage i stor hast.
Hollændernes nederlag til balineserne gav genlyd i Hollandsk Ostindien, og den hollandske regering var nødt til at hævde deres overlegenhed, så ikke andre dele af området fik ideer om at gøre oprør. En ny krigsstyrke blev sendt af sted året efter og var nu dobbelt så stor, og hæren medbragte denne gang 200 kulier til transport af forsyninger og sårede. 1. april 1849 nåede flåden kysten ud for Boeleleng, og den 4. april opslog general Andreas Victor Michiels sit hovedkvarter i det forladte palads i Singaradja. Gesandter fra rajaherne af Boeleleng og Karangasem blev sendt til generalen for at indlede en forhandling, og generalen meddelte, at han kun ville tale direkte med rajaherne, og at dette skulle ske så hurtigt som muligt, hvis man ikke ville miste de besatte områder. Mødet skulle finde sted 7. april i paladset, og balineserne ankom med 12.000 krigere, da hollænderne havde svaret balineserne, at de måtte medbringe så mange livvagter til mødet, som de lystede. Alligevel kom det ikke til kampe, og rajahen af Karangasem og Gusti Djilantiek gik ind på alle hollændernes krav, der bl.a. indbefattede, at forsvarsværkerne ved Djagaraga straks skulle nedbrydes. Man aftalte et nyt møde i Sangsit, hvortil hollænderne ville flytte deres hovedkvarter. Ved det nye møde 13. april var balineserne pludselig mere fjendtligt stemte, og generalen meddelte, at hæren to dage senere ville marchere til Djagaraga og forventede, at alle styrker ville være trukket tilbage. Da de hollandske tropper 15. april marcherede frem mod fæstningen, fandt de imidlertid, at alle broer var fjernet, og at balineserne var klar til at forsvare sig. De havde ikke troet på, at hollænderne ville holde deres del af aftalen, og så derfor et nyt forsvar og fordrivelse af hollænderne som eneste udvej. Hollænderne havde dog denne gang større held med angrebet, og en del af hæren rykkede rundt om fæstningen og angreb balineserne i ryggen. En stor del af balineserne begik puputan (masseselvmord), da de indså nederlaget. Dagen efter var slaget tabt, og rajaherne af Karangasem og Boeleleng samt Gusti Djilantiek trak sig med deres tropper tilbage til det bjergrige område bag Djagaraga, hvorfra de undslap til riget Karangasem.
.
Hollænderne besluttede nu at sejle deres styrker til Sydbal og der angribe rigerne Karangasem og Kloengkoeng. Samtidigt tog hollænderne mod et tilbud fra fyrsten af Lombok, der ønskede magten over Karangasem mod at stille med 400 mand til hjælp i angrebet. Den 12. maj 1849 var hollænderne klar, og de landsatte styrkerne og indtog kystbyen Padang Cove. En uge senere trængte krigerne fra Lombok ind i Karangasem, hvor der samtidig var opstået oprør mod rajahen, der ved udsigten til nederlag dræbte alle sine hustruer, børn og til sidst begik selvmord. Rajahen af Boeleleng samt Gusti Djilantiek flygtede op i bjergene med krigerne fra Lombok i hælene. Hollænderne kunne nu koncentrere sig om at angribe Kloengkoeng, hvor den øverste og hellige rajah på Bali, Dewa Agoeng, herskede. Rajahen og navnlig hans søster var de argeste modstandere af hollændernes indgriben på Bali, og det var derfor vigtigt at få dem sat ud af spillet. Hollænderne rykkede frem under ledelse af general Michiels og erobrede både et gammelt og helligt tempel samt byen Kasoemba. Natten efter blev hollænderne dog angrebet af balineserne, og Michels blev dødeligt såret. Den næstkommanderende, oberstløjtnant Jan van Swieten, blev udnævnt til øverstkommanderende for ekspeditionen. Efter dette tilbageslag besluttede hæren at trække sig tilbage til kysten for at afvente ordrer fra Batavia. Krigerne fra Lombok mødte hollænderne her og kunne fortælle, af rajahen af Karangasem og Boeleleng, samt Gusti Djilantiek ikke mere var i live.
Mads Langes forretninger led under krigshandlingerne, og efter at rajah Kassim havde forsøgt et angreb på naboriget Mengoewi, frygtede man i Koeta nu et modangreb. Mads Lange fik derfor overtalt rajah Kassiman og rajahen af Tabanan til, sammen med ham selv, at ride med en styrke på 16.000 mand til Dewa Agoeng for at overtale ham til at forhandle fred med hollænderne. Selvom balinesernes situation så gunstig ud efter general Michiels' død og hærens tilbagetog til kysten, lykkedes det Lange at overtale rajaherne til forhandling. Mads Lange havde sendt Helms af sted på Venus for at informere hollænderne om sit mæglingsforsøg. Hollænderne troede ikke, at Langes forsøg kunne lykkes, og da monsunen rykkede nærmede, mente ledelsen at måtte foretage sig noget for ikke at hele ekspeditionen skulle mislykkes. Hæren rykkede først frem mod Kasoemba, hvor general Michiels var faldet, og mødte kun spredt modstand, da balineserne havde koncentreret forsvaret omkring hovedstaden Kloengkoeng. Tidligt den 10. juni rykkede hollænderne ud fra Kasoemba mod Kloengkoeng, men mødte snart Mads Lange i front for en lille flok ryttere. Han var kommet fra Kloengkoeng for at fortælle, at hans mægling var lykkedes, og at rajaherne nu var klar til at forhandle om fred. Mads Lange advarede samtidig mod at fortsætte fremrykningen mod hovedstaden, da han i så fald ikke kunne garantere, at de 16.000 mand, der havde støttet ham, ikke ville slutte sig til forsvarerne. Hollænderne blev glade for denne meddelelse, og mens hæren trak sig tilbage, red Lange sammen med en hollandsk officer tilbage til rajaherne, hvor parterne blev enige om at sende et gesandtskab af balinesere til generalguvernøren for at anerkende hollændernes overhøjhed over øen.
Nogle dage efter ankom den nye øverstkommanderende for styrkerne i Hollandsk Ostindien, prins Bernhard von Sachsen-Weimar-Eisenach, til øen, og da balineserne ønskede at møde denne ægte prins fra Europa, arrangerede Lange et møde med deltagelse af alle de hollandske soldater og 12.000 balinesere. Rajaherne og prinsen forsikrede på ny hinanden om fred, og derefter drog prinsen og størstedelen af de hollandske styrker hjem mod Batavia. Jan van Swieten aftalte herefter et møde med de sydbalinesiske rahjaher for at forhandle den endelige fred. Da rajahernes boliger var for små til et stort møde, blev man enige om at henlægge fredsmødet til Mads Langes faktori i Kotta, som var blevet et fast mødested, når stridigheder mellem balineserne og de fremmede skulle løses. Mads Lange havde endda i visse tilfælde betalt skaderne af egen lomme, specielt stridighederne mellem rajah Kassiman og hollænderne. Mødet fandt sted 10.–15. juli 1849. Overhovedet for alle Balis rajaher, rajah Dewa Agong, var syg og sendte i stedet sin søn rajah Gede Putera fra Klungkung. Desuden deltog rajaherne fra Badung, Tabanan, Gianyar og Mengwi, der alle var rajaher af sydbalinesiske riger. Begge sider så mødet som en sejr. Hollænderne kunne forlade Bali som sejrherrer, og balineserne slap endelig af med hollænderne og forblev uafhængige resten af det 19. århundrede.
Det vurderedes, at der til mødet var omkring 20.000 deltagere, med en overvægt af balinesere. Under de mange dages forhandlinger opholdt de sig alle i og omkring Mads Langes faktori. Samtidig skulle han sørge for deres forplejning, som med det enorme antal deltagere må have været en stor udgift for ham. For sin indsats modtog han fra rajah Kassiman den honorære titel af "unggawa besar" (storkommissær), der var en af de højeste titler i det balinesiske rige. Hollænderne belønnede Mads Lange, da Vilhelm 3. af Nederlandene 11. december 1849 tildelte ham ridderkorset af den Nederlandske Løves Orden. Langelands Avis skrev i 1850 om baggrunden for tildelingen: "Hans mange store Tjenester og opofrende Bestræbelser for at gavne Hollænderne er omsider blevet anerkendt af den hollandske Regering baade i Ostindien og Europa, hvilket kan ses deraf, at han forrige Aar er blevet udnævnt til Ridder af den Nederlandske Løve."

### Økonomisk nedgang
Efter krigen blev Bali ramt af økonomiske nedgang, hvilket også ramte Mads Lange og hans faktori. Hollændernes talrige flådeoperationer og blokade under krigene havde stoppet næsten al handel. Desuden havde størstedelen af alle mænd på øen kæmpet i krigene, hvorfor produktionen af de vigtige eksportvarer, ris og kokosolie var faldet, så der pludselig blev mangel på dem. Lange kunne dog bl.a. importere ris fra Lombok og sælge det til rajah Kassiman, men Langes dyrt indkøbte oliemølle måtte standses, da der ikke var nok kokosnødder til at holde den i gang.
Samtidig med denne nedgang i produktionen faldt antallet af skibe i farvandene omkring Bali også. Hvalfangerne kunne ikke tjene lige så meget som før, og deres antal mindskedes.Dampskibene udkonkurrerede sejlskibene, hvilket betød at de store handelspladser, som Hong Kong og Singapore, fik mere trafik på bekostning af de mindre. Mads Lange kæmpede desuden med sygdom og planlagde at rejse hjem til Rudkøbing, hvilket fremgår af et brev til Rajahen af Tabanan, der dog aldrig nåede at blive sendt.

## Forholdet til Danmark
Mads Lange glemte ikke sit fædreland, selv om han boede på Bali det meste af sit liv. Han sendte bl.a. en del kulturgenstande til Det Kgl. Etnografiske Museum i København, der var åbnet i 1849 af Christian Jürgensen Thomsen. Også efter Mads Langes død fik man f.eks. hans skibskiste i 1938 fra en svensk ingeniør, der havde købt den på Bali. Mads Langes mange gaver til Nationalmuseet medførte, at han 28. juli 1854 af Frederik 7. fik tildelt Fortjenstmedaljen af guld. Grunden til tildelingen var i følge rigsarkivet: "Mads Lange fik tildelt Fortjenstmedaljen i guld ved kgl. resolution af 28. juli 1854 på en forestilling nedlagt af kultusministeren (Kultusministeriets sekretariat, forestillinger kunstanstalterne vedkommende). Initiativet til hans dekorering blev taget af museumsmanden Chr. Jürgensen Thomasen, der i skrivelse af 7. marts til overdirektøren for de kgl. kunstsamlinger indstillede Lange, fordi denne havde skænket værdifulde genstande til Det Etnografiske Museum. Overdirektøren viderebragte den 11. maj 1854 forslaget til Kultusministeriet, som den 24. juli nedlagde den forestilling, som Frederik VII bifaldt den 28. juli."
Mads Langes bidrag til fædrelandet begrænsede sig ikke kun til det kulturelle. Således sendte han flere tusinde rigsbankdaler hjem til Danmark under krigen mod Tyskland i 1848–50. Han indsamlede også penge til den danske organisation "Hjælp til Krigens Saarede".

## Mads Langes død
Mads Lange døde 13. maj 1856, kun 48 år gammel. Hans datter Cecilia var kun otte år gammel, men mente i lighed med Mads Langes engelske læge, at han var blevet forgivet under sit besøg hos en rajah. Der er dog også teorier om, at Mads Lange skulle være forgiftet af hollænderne. Ingen af påstandene er efterforsket, og man kan derfor hverken afvise nogen af teorierne eller afgøre, om han døde af naturlige årsager.
Over for forfatteren Aage Krarup Nielsen beskyldte Cecilia Mads Langes nevø Peter Christian Lange for at have taget alle værdier og flygtet. Hun sagde bl.a. til Krarup Nielsen: "Han var en røver, der drog hjem til Danmark med alt, hvad der var tilbage af min faders formue, uden at give os to børn en cent."
Forfatteren Ludvig Verner Helms tog derimod nevøen i forsvar baseret på et brev, han modtog i 1883 fra en anden af Hans Nielsen Langes sønner, der skrev om Peter Christian Lange: "Han solgte alt, hvad der tilhørte min Fader, Skibe og Ejendomme, intet var efterladt mig, Huset i Banjoewangi var efterladt for Cecilie; men da hun ikke havde noget dokumentarisk Bevis, at hun er Langes Datter, ville Regeringen i Favei ikke afstaa det."

### Testamentet
Mads Lange havde i 1851 oprettet et testamente. Krarup Nielsen fik en kopi af testamentet af datteren Cecilia under sit besøg hos hende, og det er højst sandsynligt det, der i dag findes i Det Kgl. Bibliotek.
Grunden til at Mads Lange i så ung en alder havde skrevet testamente var nok, at hans før så blomstrende virksomhed var begyndt at gå dårligere i årene op til hans død. Samtidig indikerer Mads Langes breve, at han i de år gik med planer om at rejse hjem til Danmark. Da hans brødre netop var omkommet som følge af forlis, følte han nok, at et testamente før en så lang tur var en god ide. Umiddelbart før testamentets oprettelse i 1851 havde Mads Lange sandsynligvis mistet sin balinesiske elskerinde Nyai Kenyèr under en koleraepidemi.
I det første testamente fik børnene William Peter, Andreas Emil og Cecilia Catherina hver en arv på 10.000 gylden. Desuden skulle Cecilia arve alle hans værdier og ejendommen på Java, men Cecilias mor skulle have brugsretten over ejendommen i sin levetid. Cecilias mor fik også tilkendt 3.000 gylden, hvis renter skulle sikre hende økonomisk. Ida Bay blev tilkendt 4.000 gylden og 1.000 spanske dollars, der dog også skulle understøtte Mads Langes moder Maren Hansen, der desuden blev indsat som hovedarving, når alle andre poster var udredt. Sidst fik Mads Langes nevøer, en i Rudkøbing og en på Bali, tilkendt 1.000 gylden hver. Omkring 1855 lavede Mads Lange et tillæg til testamentet, hvor bl.a. hans da afdøde søn William skrives ud af testamentet, og hans andens søns arv nedskrives til 5.000 gylden, men samtidig skulle han arve alle personlige effekter og efterfølge sin far i virksomheden. Cecilias kontante arv blev nedskrevet med 25% og skulle hensættes til en rente på 9%, indtil hun blev gift eller myndig.

### Grav
Mads Lange blev begravet nær sit faktori i en lille lund af palmetræer. I dag står graven ud til hovedvejen mellem Sanur og Kotta, og der står en obelisk indmuret med små rullesten fra Balis østkyst. Denne obelisk blev i 1927 rejst oven på det oprindelige hvide firkantede gravfundament af den hollandske regering på foranledning af den danske konsul i Surabaya, Johann Ernst Quintus Bosz.
- Mads Langes gravsted
- Buste ved Mads Langes gravsted
- Mindetavle på Mads Langes gravsten

### Faktoriets endeligt
Mads Langes bror Hans og nevø Peter Christian forsøgte at føre faktoriet videre efter Mads Langes død. Peter Christian indskød større summer af sin egen formue. Da Hans døde i 1860, var Peter Christian det eneste medlem af familien Lange, der var tilbage på Bali, og da rajah Kassiman døde i 1863, mistede faktoriet sin beskyttelse. Der gik heller ikke længe, før Peter Christian kom i strid med rajaherne, og han solgte faktoriet til en kinesisk købmand, hvorpå han realiserede alle sine aktiver og rejste hjem til Danmark samme år. Han døde i Danmark i 1869, 42 år gammel. Cecilia og halvbroren prøvede flere gange forgæves at få klarhed over faderens værdier på Bali. En undersøgelse foretaget af den hollandske regering i 1872 frembragte flere brevvekslinger mellem rajaherne og de hollandske myndigheder, der fortalte, at den tidligere blomstrende forretning nu smuldrede. Det tomme faktori lå forladt og forfaldt, og i dag findes ingen synlige beviser på dets eksistens.

## Efterkommere
Mads Lange blev aldrig gift. Han drømte hele livet om at blive gift med sin 10 år yngre kusine Ida Bay, som han sendte breve og gaver. Hun nærede dog åbenbart ikke de samme følelser for ham, og hun afslog da også det frierbrev, han sendte fra Østen.
Mads Lange fik tre børn med to kvinder på Bali. Den ene kvinde var en balineserinde, som hed Njai Kenjèr eller Nyai Kenyèr. Den anden kvinde var en kineserinde, som Mads Lange omtaler som Nonna Sangnio, hvor Nonna dog betyder "frøken" eller "elskerinde".
De tre børn var William Peter (1843) og Andreas Emil (1850) med Nyai Kenjèr samt Cecilia Catharina (1848) med Nonna Sangnio.
Begge sønnerne blev sendt i skole i Singapore. William Peter døde her kun 12 år gammel. Andreas Emil blev uddannet på Raffles Institution og blev gift med en malaj og fik en del børn. Efterkommere af de to lever i dag både i Singapore og Australien. Dog tilhører New Zealands tidligere premierminister David Lange, der vides at være af dansk afstamning, ifølge ham selv ikke dén gren af familien.
Datteren Cecilia blev som syvårig sendt til Singapore for at få sin skolegang på en klosterskole. Året efter døde Mads Lange, og hun blev adopteret af en engelsk familie. De tog hende med på en del rejser bl.a. til Europa og Indien. Det betød, at hun fik en meget alsidig uddannelse, der kom hende til gode, da hun i 1870 vendte tilbage til Singapore. Her mødte hun Abu Bakar, der var regent af Johor. Han blev så forelsket i hende, at han ikke tog sig af de normale fordomme, der var imod, at en renblodet malaj giftede sig med en eurasier. Cecilia var dog maharajahens anden hustru, og da han i 1885 af briterne blev udnævnt til sultan, blev det hans tredje hustru Fatimah, der blev sultanah. Cecilia blev i stedet "Inche Besar Zubidah", en titel, der blev givet til en sultans hustru, der ikke var indsat som sultanah. Men til forskel for sultanens andre hustruer var Cecilia den eneste, der fødte en søn og dermed førte slægtslinjen videre. Hendes søn, sultan Ibrahim, er således en efterkommer af Mads Lange, og hans slægt sidder stadig i dag på tronen i Johor.

## Fodnoter
Noter
1. ↑  I nogle kilder kaldes han Lorentz med z i stedet for s.[kilde mangler]
2. ↑  I virkeligheden undslap rajahen slaget i live.[kilde mangler]
3. ↑  Her menes, at Cecille skulle arve huset på Java, men at dette blev nægtet af regeringen.[kilde mangler]
4. ↑  Der er usikkerhed om stavemåden, og hendes navn optræder kun i ét brev, hun sendte til Mads Lange fra fyrstedømmet Tabanan.[kilde mangler]

Referencer
1. 1 2  Rasmussen 2007, s. 20.
2. ↑  Rasmussen 2007, s. 36.
3. ↑  Rasmussen 2007, s. 60.
4. ↑  Rasmussen 2007, s. 61.
5. ↑  Rasmussen 2007, s. 62.
6. ↑  Nielsen 1949, s. 41.
7. ↑  Rasmussen 2007, s. 62.
8. ↑  Nielsen 1949, s. 56.
9. ↑  Nielsen 1949, s. 48.
10. ↑  Rasmussen 2007, s. 37.
11. 1 2  Nielsen 1949, s. 69.
12. ↑  Nielsen 1949, s. 128.
13. 1 2  Andresen 1992, s. 26.
14. ↑  Nielsen 1949, s. 42+84–85.
15. ↑  Nielsen 1949, s. 85.
16. ↑  Nielsen 1949, s. 101.
17. ↑  Nielsen 1949, s. 109.
18. ↑  Nielsen 1949, s. 113.
19. ↑  Nielsen 1949, s. 115.
20. 1 2  Andresen 1992, s. 32.
21. ↑  Nielsen 1949, s. 117.
22. ↑  Rasmussen 2007, s. 64.
23. ↑  Nielsen 1949, s. 127.
24. ↑  Andresen 1992, s. 33.
25. ↑  Rasmussen 2007, s. 65.
26. ↑  Andresen 1992, s. 54.
27. ↑  Andresen 1992, s. 55.
28. ↑  Andresen 1992, s. 61.
29. ↑  Nielsen 1949, s. 140.
30. ↑  Rasmussen 2007, s. 67.
31. ↑  Andresen 1992, s. 43.
32. ↑  Nielsen 1949, s. 134.